# Estudios de Miramar
Los Estudios de Miramar fueron unas instalaciones ubicadas en la montaña de Montjuic en la ciudad de Barcelona entre 1959 y 1983, desde los que Televisión Española emitía la programación realizada en la Ciudad Condal tanto en el ámbito catalán como para toda España.

## Historia
Los estudios se inauguraron el 14 de julio de 1959, y desde el primer momento se convirtieron en un competidor de los estudios del paseo de La Habana situados en Madrid. No obstante, en pruebas se había emitido ya el 15 de febrero de 1959 un partido de fútbol entre el Real Madrid Club de Fútbol y el Fútbol Club Barcelona. Al frente de los estudios se situó a Luis Ezcurra como director y a Enrique de las Casas como jefe de programas.
El centro de producción de Miramar se especializó en programas de entretenimiento y concursos. Entre los espacios emitidos desde estos estudios pueden mencionarse Balcón del Mediterráneo, Amigos del martes, X-O da dinero, Carrusel, Ayer noticia, hoy dinero, Panorama, Discorama, Club Miramar o Cosas y en su plantilla figuraron, entre otros profesionales, José Luis Barcelona, Federico Gallo, Enrique Martí Maqueda, Mario Beut, Juan José Castillo, Mónica Randall, Marisol González o Aurora Claramunt.
El 27 de junio de 1983, RTVE Cataluña se trasladó a San Cugat del Vallés y de los Estudios de Miramar sólo se conserva la fachada, que se convirtió en un hotel.